# Павлов Віктор Павлович
Ві́ктор Па́влович Па́влов (рос. Ви́ктор Па́влович Па́влов; 5 жовтня 1940, Москва, РРФСР, СРСР — 24 серпня 2006, Москва, Росія) — радянський і російський актор театру і кіно. Народний артист Російської Федерації (1994).

## Біографія
Народився 5 жовтня 1940 року в Пресненському районі Москви. Після закінчення восьмилітньої школи в 1956 почав працювати слюсарем, одночасно вчився в школі робітничої молоді і грав у драматичному гуртку при Будинку вчителя. Керівником Будинку вчителя був актор і режисер МХАТ В. Н. Богомолов, який переконав Павлова поступити в театральний замість вступу у МВТУ імені Баумана. 1959 року став студентом Вищого театрального училища імені М. С. Щепкіна, яке закінчив у 1963 році.
Знімався в епізодичних ролях у кіно, починаючи з 1961 року. Першим фільмом з його участю став «Коли дерева були великими» Льва Куліджанова. Надалі Павлов став одним із найпопулярніших акторів, які найчастіше знімалися в кіно (120 фільмів за його участю). Також не припиняв працювати на сцені.
Був актором у таких театрах:
- 1962—1965 — Московський театр «Современник».
- 1965—1969 — Московський драматичний театр імені М. М. Єрмолової.
- 1969—1975 — Московський академічний театр імені Володимира Маяковського.
- 1975—1985 — Державний академічний Малий театр Росії.
- 1985—1990 — Московський драматичний театр імені М. М. Єрмолової.
- З 1990 — Державний академічний Малий театр Росії.

Помер 24 серпня 2006 року в Москві від серцевого нападу. Похований на Кунцевському цвинтарі в Москві.

## Фільмографія
1. 1961 — Коли дерева були великими — хлопець на поромі
2. 1962 — На семи вітрах
3. 1963 — Співробітник НК — рудий поранений
4. 1964 — П'ядь землі
5. 1965 — Хокеїсти
6. 1965 — Часе, вперед! — керівник «Синьої блузи»
7. 1965 — Тайговий десант
8. 1965 — Операція «И» та інші пригоди Шурика — «Дуб»
9. 1966 — Будується міст
10. 1966 — Людина без паспорта
11. 1968 — Майор Вихор — Коля
12. 1968 — На войні як на війні— Гриша Щербак
13. 1969 — Ад'ютант його високоповажності — Мирон
14. 1970 — Нічна зміна
15. 1971 — Потяг у далекий серпень
16. 1971 — Розкажи мені про себе
17. 1971 — Слухайте, на тій стороні
18. 1971 — Даурія
19. 1971 — Перевірка на дорогах— Кутенко
20. 1971 — 12 стільців — Коля Калачов
21. 1972 — Здрастуй і прощай
22. 1973 — Високе звання
23. 1973 — Діти Ванюшина — Красавін
24. 1973 — Товариш генерал
25. 1974 — Незнайомий спадкоємець — Владикін
26. 1975 — Гамлет Щигровського повіту
27. 1975 — Щоденник директора школи — Ібрагімов
28. 1976 — Строгови — Дем'ян Штичков
29. 1976 — Звичайнісінька Арктика
30. 1976 — Єдина дорога — фельдфебель
31. 1976 — Короткі зустрічі на довгій війні
32. 1977 — Смішні люди!
33. 1977 — Кільця Альманзора
34. 1977 — Борги наші — рибак
35. 1977 — Журавель в небі...
36. 1978 — Коли йдеш – іди
37. 1978 — Сутичка в хуртовині
38. 1978 — Поки божеволіє мрія — Щетинкін
39. 1978 — Омелян Пугачов
40. 1978 — Зав'ялівські диваки
41. 1978 — Гарантую життя — клоун
42. 1979 — Слід на землі
43. 1979 — Час обрав нас
44. 1979 — Дюма на Кавказі
45. 1979 — Місце зустрічі змінити не можна — Сергій Левченко
46. 1979 — Торгівка і поет
47. 1980 — Оголений Куренцов (короткометражний) — Куренцов
48. 1980 — Про бідного гусара замовте слово — Степан
49. 1980 — Особистої безпеки не гарантую
50. 1980 — Остання втеча
51. 1981 — Штормове попередження
52. 1981 — Пригоди Тома Соєра і Гекльберрі Фінна — шериф
53. 1981 — Син полку
54. 1981 — Сільська історія
55. 1981 — Куди зник Фоменко? — Паршин
56. 1983 — Самотнім надається гуртожиток — Ілля
57. 1983 — Пароль — «Готель Регіна»
58. 1983 — Миргород та його мешканці
59. 1984 — Шанс — Удалов
60. 1984 — Герой її роману
61. 1984 — Перша Кінна
62. 1984 — Срібляста нитка
63. 1985 — Прийдешньому віку
64. 1985 — Груба посадка
65. 1985 — Контрудар — Н. Ф. Ватутін
66. 1985 — Прощання слов'янки — Федір
67. 1985 — Не ходіть, дівчата, заміж
68. 1985 — Дикий хміль
69. 1986 — На вістрі меча
70. 1986 — Зіна-Зінуля
71. 1986 — Звинувачується весілля
72. 1987 — Гардемарини, вперед! — Котов
73. 1987 — Забави молодих — Бобильов
74. 1987 — По траві босоніж
75. 1987 — Спритники
76. 1987 — Лілова куля — людожер
77. 1988 — Ранкове шосе
78. 1988 — Лапта
79. 1988 — Любов до ближнього
80. 1988 — Вам що, наша влада не подобається?!
81. 1989 — Благородний разбійник Володимир Дубровський — поміщик Спіцин
82. 1989 — Світла постать — Каїн Доброгласов
83. 1989 — Катала
84. 1989 — Князь Удача Андрійович
85. 1989 — Операція «Вундерланд»
86. 1989 — Свавілля — начальник ВТК
87. 1989 — Час, що канув — Цихоня
88. 1990 — Адвокат (Вбивство на Монастирських ставках) — Яковлєв
89. 1990 — Рок-н-рол для принцес — король Філогерц
90. 1990 — Жах у божевільні
91. 1990 — Гамбрінус — городовий
92. 1990 — Царське полювання
93. 1991 — Циніки
94. 1991 — Фірма пригод — Хартен
95. 1991 — І чорт з нами! — директор
96. 1991 — Глухомань — Семен Семенич
97. 1991 — Не будіть сплячого собаку — Фуфачов
98. 1991 — Російські брати — поп
99. 1991 — Караван смерті — Саблін
100. 1992 — Лавка «Рубінчик» і… — Лисак
101. 1992 — Крадій води — Іван Іванич
102. 1992 — Щурячий кут — Паша
103. 1992 — Удачі вам, панове! — Максим Петрович
104. 1992 — Мафія
105. 1992 — А спати з чужою дружиною добре?! — метрдотель
106. 1992 — Кооператив «Політбюро», чи Буде довгим прощання
107. 1993 — Про бізнесмена Фому — Чумаков
108. 1993 — Я сама
109. 1993 — Слід чорної риби — Бураков
110. 1993 — Над темною водою
111. 1993 — Супермен поневолі, або Еротичний мутант
112. 1994 — Зачаровані
113. 1994 — Кілечко золоте, букет з червоних троянд
114. 1994 — Захоплення
115. 1994 — Анекдотіада, або історія Одеси в анекдотах — спонсор
116. 1994 — Чарівник Смарагдового міста — Гудвин
117. 1994 — Майстер і Маргарита — кіт Бегемот
118. 1995 — Злодійка — прокурор
119. 1995 — Хрестоносець
120. 1995 — Рокові яйця — агент в білому
121. 1995 — Без нашийника — Хавкін
122. 1995 — Домовик і кружевниця
123. 1996 — Наукова секція пілотів
124. 1996 — Милий друг давно забутих років
125. 1997 — Сирота Казанська — Вітя
126. 1997 — Діти понеділка — Джонні
127. 1997 — Закон помсти
128. 1998 — Незнайома зброя, або Хрестоносець 2
129. 1998 — Чорний океан
130. 1999 — Білий танець
131. 1999 — Кому я винен — всім прощаю
132. 1999 — Святий и грішний
133. 2000 — ДМБ — «Батя», генерал-майор Талалаев
134. 2000 — Заздрість богів — ВІллям
135. 2000 — Марш Турецького — Сапожніков
136. 2000 — Лицарський роман
137. 2000 — У серпні 44-го… — начальник продскладу
138. 2000 — ДМБ-002 — «Батя», генерал-майор Талалаєв
139. 2000 — ДМБ-003 — «Батя», генерал-майор Талалаєв
140. 2001 — Злодійка
141. 2001 — Ідеальна пара (телесеріал) — Сапожніков
142. 2001 — ДМБ-004 — «Батя», генерал-майор Талалаєв
143. 2001 — ДМБ: Знову в бою — «Батя», генерал-майор Талалаєв
144. 2001 — Курортний роман
145. 2001 — З новим щастям!-2. Поцілунок на морозі
146. 2002 — Бригада — батько «Пчєли»
147. 2002 — Убивча Сила 4 — Мусатін
148. 2004 — Даша Васильєва 2 — Круглий